# Rejon jadriński
Rejon jadriński (ros. Я́дринский райо́н, czuw. Етĕрне районӗ) – rejon w należącej do Rosji autonomicznej republice Czuwaszji.
Rejon leży w północno-zachodniej części kraju, jego ośrodkiem administracyjnym jest miasto Jadrin. Według danych na rok 2010 rejon zamieszkiwało 29 965 osób, a gęstość zaludnienia wyniosła 33 os./km2.

## Geografia
Rejon jadriński graniczy z rejonem gornomarijskim na północy, worotyńskim i pilnińskim na zachodzie, morgauskim na wschodzie i alikowskim oraz krasnoczetajskim na południu.
Powierzchnia rejonu wynosi 897,5 km2.

## Galeria

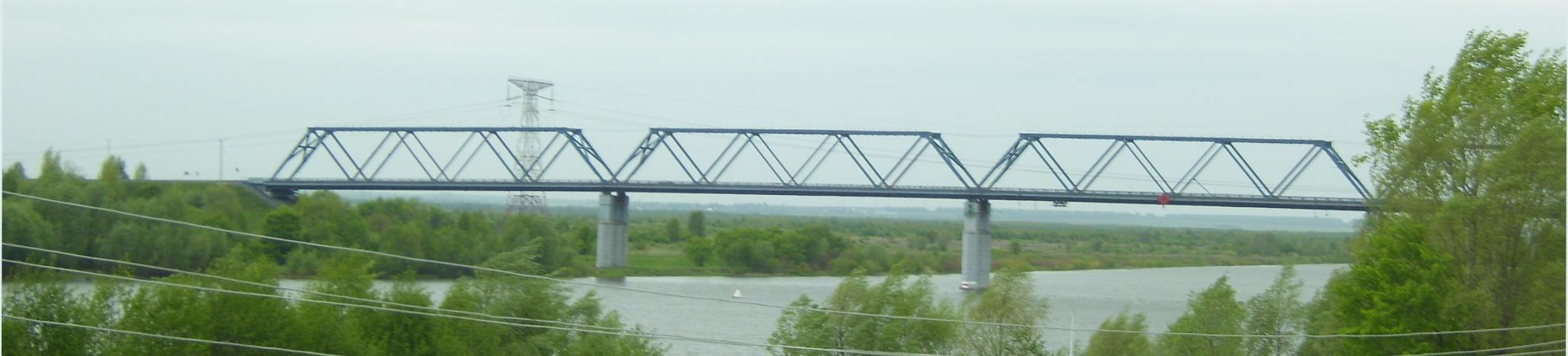
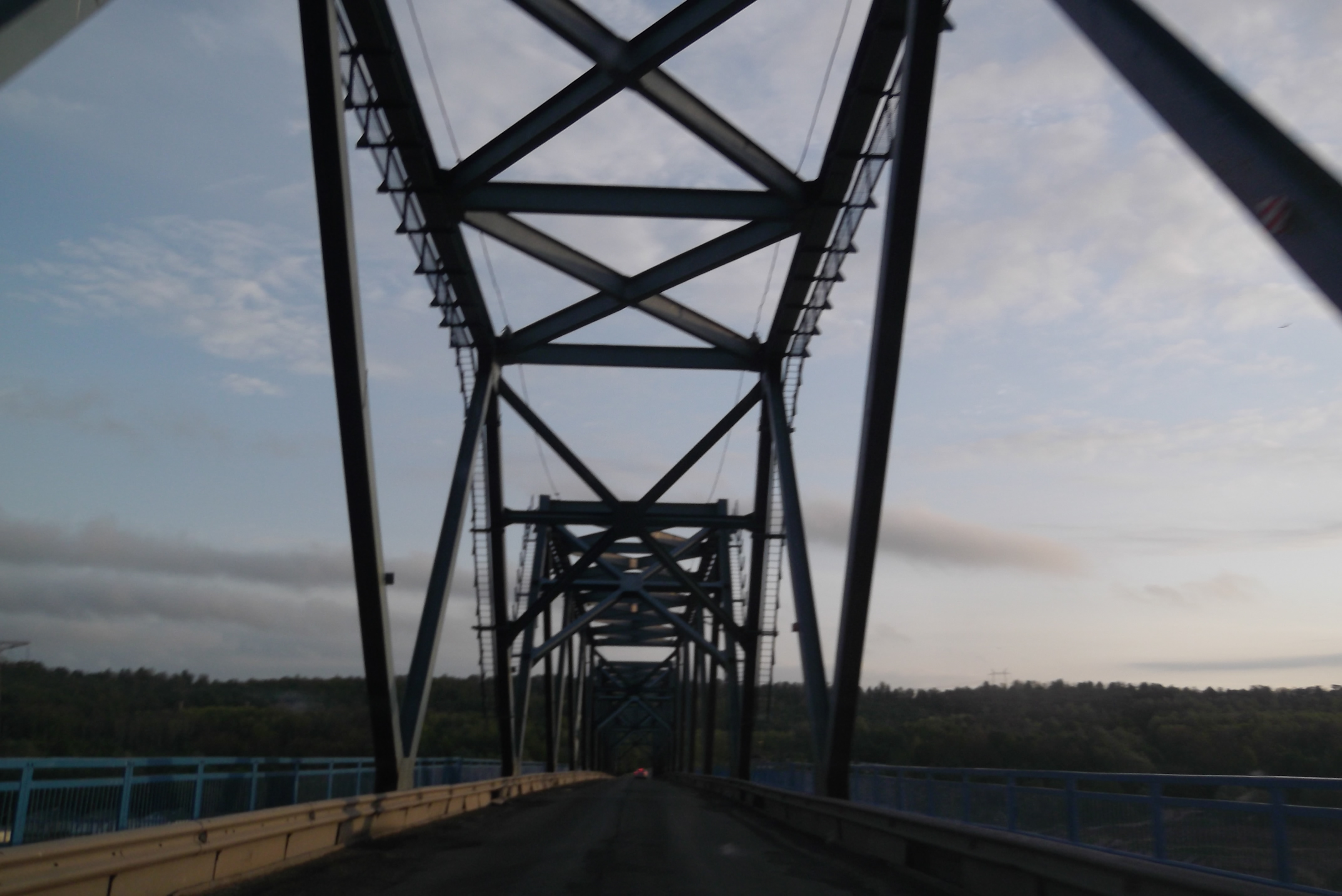
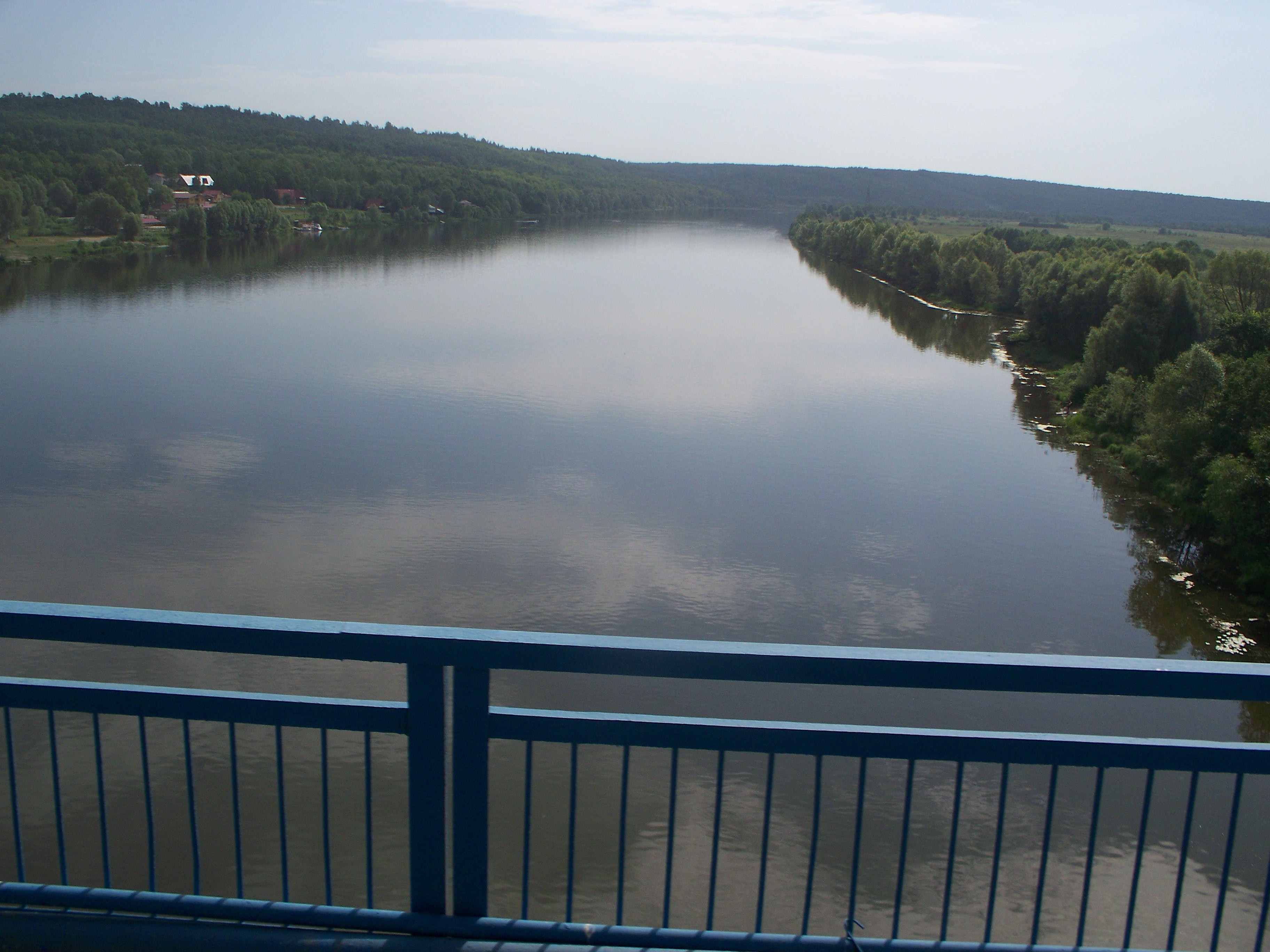
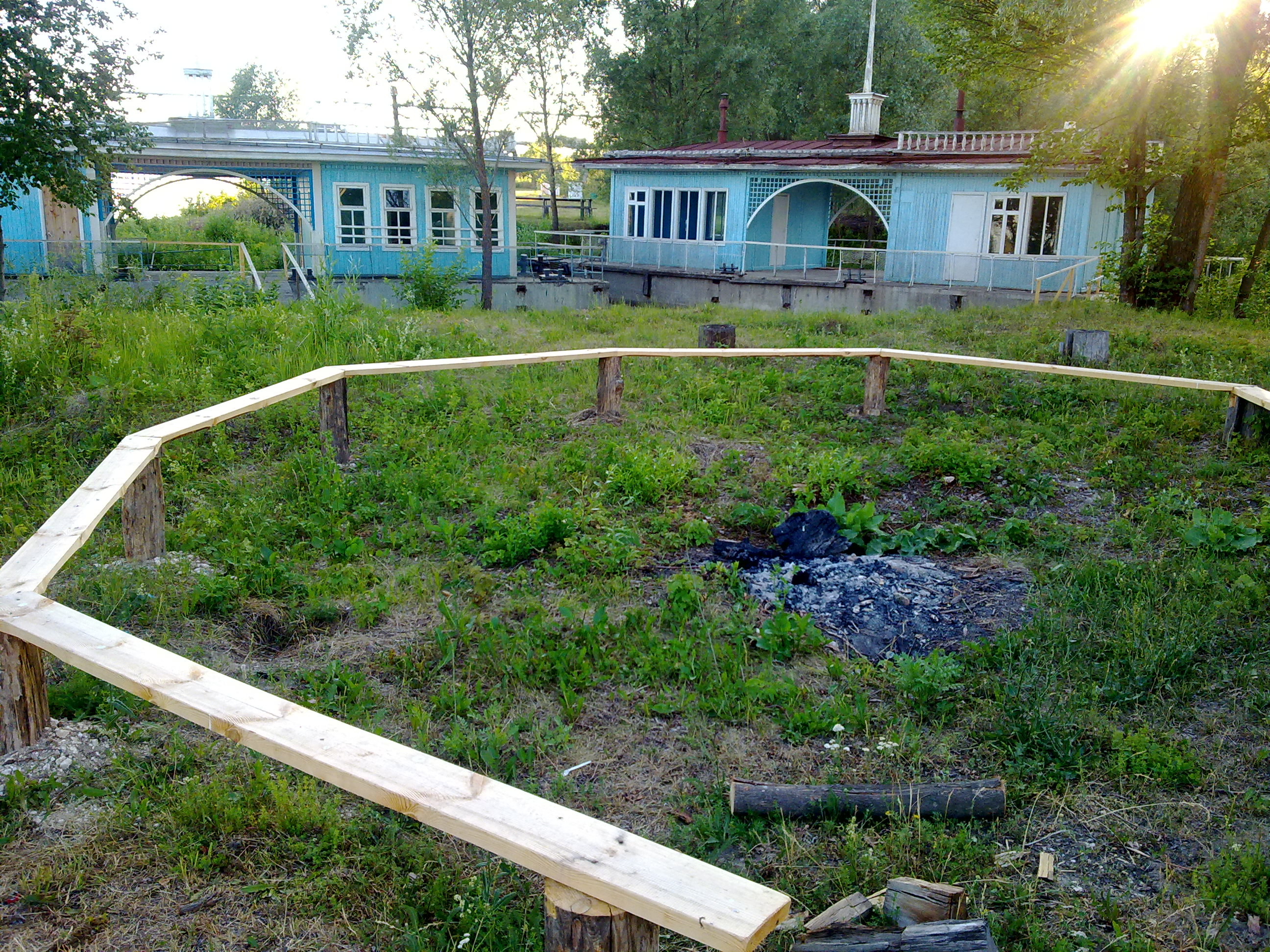